# Вищий конституційний суд Єгипту
Вищий конституційний суд Єгипту (араб. المحكمة الدستورية العليا, Al-Mahkamah al-Dustūrīyah al-‘Ulyā) (або ВКС) — незалежний судовий орган влади Арабської Республіки Єгипет зі штаб-квартирою в передмісті Каїра (Мааді).
Вищий конституційний суд є найвищим органом судової влади, а після державного перевороту 2013 року ще й найвищим органом державної влади. Тільки він зобов'язує дотримання контролю щодо конституційності законів та нормативних актів і зобов'язаний тлумаченням текстів законів в порядку, встановлених законом. Крім того, суд уповноважений в порядку своєї компетенції вирішувати суперечки між судовими та адміністративними судами.
Після того, як міністр оборони країни Абдул Фатах аль-Сісі оголосив про призупинення дії Конституції Єгипту 3 липня 2013 року, виконавча влада була перекладена на Вищий конституційний суд, а його голова Адлі Мансур був призначений виконувачем обов'язками президента Єгипту.

## Історія
Створення Вищого конституційного суду зводилося до аргументу, який був піднятий над правами судів та інших органів судової влади, щоб висловити питання конституційності законів, прийнятих органами законодавчої влади. Цей аргумент стверджував, що розгляд питань про конституційність законів входить до компетенції судів. Таким чином, він не завдає шкоди принципам поділу влади. Аргумент, однак, заснований на твердженні, що основне обговорення цього питання стосується якості основного правового акту й суть цього питання представлено в першу чергу як справа правового характеру, наприклад, тлумачення законів, які були визначені як неконституційні. Дійсно, єгипетські законодавці прийняли цей підхід, коли був створений суд в 1969 році, який називався тоді Верховним судом, покладений на дотримання конституційності законів. Цей суд існував до його заміни ВКС в 1979 році.

## Структура
Створення суду було передбачено в тексті Конституції Єгипту 1971 року. Статті від 174 до 178 говорили про цей суд, його компетенцію та його співробітників. І, відповідно до статті 174, суд є незалежним судовим органом, штаб-квартира якого знаходиться в Каїрі. ВКС один займається дотриманням конституційності законів та правил і передбачає тлумачення законодавчих текстів. У силу конституційних положень був виданий закон № 48/1979 «Про Верховний суд». Стаття № 25 цього закону зазначає компетенції цього суду наступним чином:
- Дотримання конституційності законів і правових актів
- Ухвалення рішень щодо суперечок своїм компетентним авторитетом серед судових органів або органів судової компетенції
- Ухвалення рішень щодо суперечок, які можуть мати місце як провадження двох фінальних суперечливих рішень, де одне рішення було ухвалене одним з органів судової влади, а інший — органом судової компетенції
- І згідно з положеннями статті № 26 зазначеного закону, тільки ВКС має право тлумачити закони, виданими законодавчою владою, та укази глави держави у разі виникнення розбіжностей щодо їх реалізації.

ВКС може, у всіх випадках, ухвалити рішення про неконституційність якого положення закону чи правового акту.
Головний суддя Вищого конституційного суду був головою президентської виборчої комісії, яка контролювала і слідкувала за президентськими виборами у 2005 році.

## Будівля
Нова будівля суду (будівництво завершено у 2000 році) була розроблена молодим єгипетським архітектором Ахмедом Міто. Це незвичайний сучасний приклад архітектури єгипетського Відродження, популярним стилем в дев'ятнадцятому столітті. Містить консультативні зали, зали для 450 осіб, офіси, бібліотеку, музей і великий атріум, висотою до 18 метрів, покритий куполом.